# Kilobyte
Kilobyte sau kilobait (kB) este o unitate de măsură, multiplu de byte, pentru spațiul de stocare a informațiilor pe hard disk sau capacitatea memoriei. 

În Sistemul Internațional de Unități (SI), un kilobyte este echivalent cu 103 byte. 
1 kB = 103 byte = 1000 byte.
Kilobyte este folosit în sistemul binar pentru a exprima capacitatea de memorie. De asemenea, majoritatea aplicațiilor software (inclusiv sistemele de operare din familia Windows) folosesc această valoare pentru a indica dimensiunea unui fișier sau spațiul disponibil pe hard disk. 
1 kilobyte = 210 octeți = 1 024 byte. 
Această definiție a fost însă interzisă în mod expres de către SI. Pentru a clarifica distincția dintre prefixele zecimale și cele binare, Comisia Electrotehnică Internațională (IEC), a propus un nou set de prefixe pentru multiplii de 1024, iar denumirea corectă pentru 1024 byte să fie kibibyte (KiB).

1 KiB = 1 kibibyte = 1024 byte 
Deși termenul kibibyte este încă utilizat destul de rar, acesta începe să fie folosit în software care necesită o precizie ridicată, cum ar fi GParted, BitTorrent sau nucleul Linux.
Un kilobyte de informație corespunde aproximativ:
- 2 paragrafe de text (pagină format A4)
- imagine mică: